# Gregg Popovich
Gregg Charles Popovich (East Chicago, 28 januari 1949) is een Amerikaanse professionele basketbalcoach en algemeen directeur. Hij werd in 1994 voorzitter en in 1996 ook hoofdcoach van de San Antonio Spurs in de NBA. Daarnaast werd hij in 2016 ook bondscoach van het Amerikaans nationaal team.
Nadat hij eerder assistent-coach was van achtereenvolgens Golden State Warriors en San Antonio Spurs, werd Popovich in 1996 aangesteld als hoofdcoach van de Spurs. Hij leidde het team in 1998/99 naar de eerste NBA-titel in de clubhistorie en in 2002/03, 2004/05, 2006/07 en 2013/14 ook naar de tweede, derde, vierde en vijfde. Popovich won op 1 maart 2022 zijn 1336e wedstrijd als hoofdcoach in de NBA en verbrak daarmee het record van Don Nelson.
Popovich is een zoon van Joegoslavische immigranten. Hij doorliep de United States Air Force Academy en speelde gedurende die tijd in het basketbalteam van de organisatie. Na afloop van zijn opleiding werd hij assistent-coach van de ploeg. Na een periode als hoofdcoach op college-niveau, was Popovich vanaf 1988 vier jaar assistent-coach bij San Antonio Spurs en daarna twee jaar bij Golden State Warriors. Hij keerde in 1994 terug bij San Antonio Spurs als algemeen directeur. Nadat de club het seizoen 1996/97 begon met vijftien nederlagen in achttien wedstrijden, ontsloeg hij coach Bob Hill en benoemde hij zichzelf tot diens opvolger.
Naast zijn activiteiten voor San Antonio Spurs volgde Popovich in 1996 Mike Krzyzewski op als coach van het Amerikaanse basketbalteam. Hij won op de Olympische Zomerspelen 2020 goud met de nationale ploeg.

## Erelijst
| Prijs                 | Aantal    | Jaren                                       |
| Als coach             | Als coach | Als coach                                   |
| --------------------- | --------- | ------------------------------------------- |
| Kampioen NBA          | 5x        | 1998/99, 2002/03, 2004/05, 2006/07, 2013/14 |
| NBA Coach of the Year | 3x        | 2002/03, 2011/12, 2013/14                   |
| Olympisch kampioen    | 1x        | 2020 (met Verenigde Staten}                 |

2 Jackson · 
4 Kerr · 
6 Johnson · 
10 Gaze · 
11 Williams · 
17 Elie · 
21 Duncan · 
25 Kersey · 
31 Rose · 
32 Elliott · 
33 Daniels · 
41 Perdue · 
50 Robinson · 
54 King · 
Coach Popovich
3 Jackson · 
8 Smith · 
9 Parker · 
10 Claxton · 
12 Bowen · 
20 Ginóbili · 
21 Duncan · 
25 Kerr · 
31 Rose · 
35 Ferry · 
42 Willis · 
50 Robinson · 
Coach Popovich
2 Mohammed · 
3 Robinson · 
5 Horry · 
8 Nesterovič · 
9 Parker · 
12 Bowen · 
14 Udrih · 
17 Barry · 
20 Ginóbili · 
21 Duncan · 
23 Brown · 
34 Massenburg · 
Coach Popovich
2 Ely · 
4 Finley · 
5 Horry · 
7 Oberto · 
9 Parker · 
11 Vaughn · 
12 Bowen · 
14 Udrih · 
15 Bonner · 
16 Elson · 
17 Barry · 
20 Ginóbili · 
21 Duncan · 
33 White · 
45 Butler · 
Coach Popovich